# جون هانسن (لاعب كرة قدم)
جون هانسن (بالإنجليزية: John Hansen)‏ (3 فبراير 1950 في المملكة المتحدة - ) هو لاعب كرة قدم بريطاني في مركز الدفاع. شارك مع منتخب اسكتلندا لكرة القدم. أما مع النوادي، فقد لعب مع نادي بارتيك ثيسل.

## وصلات خارجية
- جون هانسن على موقع الاتحاد الإسكتلندي (الإنجليزية)
- جون هانسن على موقع قاعدة بيانات كرة القدم.إي يو (الإنجليزية)